# Basketball-Europameisterschaft 2011/Qualifikation
Diese Seite beschreibt die Qualifikation zur Basketball-Europameisterschaft 2011 der Männer. An der Qualifikation um die schließlich 14 freien Plätze nahmen insgesamt 28 Nationalmannschaften teil. Im Rahmen der Qualifikation zur Basketball-Europameisterschaft 2011 wurde das 2005 einführte Qualifikationssystem fortgeführt. Die Teams spielten letztmals in einer Division A und einer Division B. In die Division A spielten die stärkeren Teams um die Qualifikation zur EM. 

## Modus
Insgesamt nahmen 24 Mannschaften an der EuroBasket 2011 teil, die sich auf unterschiedliche Weise für das Turnier qualifizierten. Ursprünglich waren 16 Teilnehmer geplant, doch auf einen Antrag des gastgebenden litauischen Basketballverbandes hin, mit der Begründung der starken europäischen Leistungsdichte, erhöhte der europäische Basketball-Verband das Teilnehmerfeld bereits zwei Jahre früher als geplant auf 24 Teilnehmer. Dies wurde am 5. September 2010 im Rahmen der Basketball-Weltmeisterschaft 2010 in der Türkei bei einer Pressekonferenz in Istanbul veröffentlicht, nachdem alle Spiele der ersten Qualifikationsrunde für die EM bereits abgeschlossen waren.
- Litauen war als Gastgeber automatisch zur Teilnahme berechtigt
- Die weiteren neun europäischen Teilnehmer der Weltmeisterschaft 2010 qualifizierten sich direkt für die EuroBasket 2011:[2]
  -  Deutschland,  Frankreich,  Griechenland,  Kroatien,  Russland,  Serbien,  Slowenien,  Spanien und  Türkei
- Die weiteren 14 Teilnehmer wurden durch Qualifikationsspiele ermittelt, davon zwölf in der ersten (im August 2010) und zwei weitere in einer zusätzlichen Qualifikationsrunde (im August 2011). Zu Beginn der Qualifikation war vorgesehen, dass sich die drei Gruppensieger und die beiden besten Zweitplatzierten für die Endrunde mit 16 Teilnehmern qualifizieren. Der letzte Teilnehmer sollte in einer zweiten Qualifikationsrunde ermittelt werden.[3] Durch die erhöhte Teilnehmerzahl der Endrunde qualifizieren sich die Länder auf den Tabellenplätzen eins bis vier sowie die beiden bestplatzierten Teams der zweiten Qualifikationsrunde. Somit nahm nur eine der 15 Mannschaften der FIBA Europa Division A nicht an der EM 2011 teil.
  - Ursprünglich qualifiziert:  Montenegro (Sieger Gruppe A),  Israel (Zweiter Gruppe A),  Großbritannien (Sieger Gruppe B),  Mazedonien (Zweiter Gruppe B) und  Belgien (Sieger Gruppe C)
  - Durch Erhöhung der Teilnehmerzahl qualifiziert:  Italien (Dritter Gruppe A),  Lettland (Vierter Gruppe A),  Ukraine (Dritter Gruppe B),  Bosnien und Herzegowina (Vierter Gruppe B),  Georgien (Zweiter Gruppe C),  Bulgarien (Dritter Gruppe C) und  Polen (Vierter Gruppe C)
  - Qualifiziert über zusätzliche Qualifikationsrunde:  Finnland (Sieger) und  Portugal (Zweiter)

## Division A

### Qualifikationsrunde (Qualifying Round)
Die Erste Qualifikationsrunde (Qualifying Round) wurde vom 2. bis 29. August 2010 ausgetragen. In der Division A  wurden 15 Mannschaften in drei Fünfergruppen ausgelost und traten jeweils in Hin- und Rückspielen gegeneinander an. Die vier besten Mannschaften jeder Gruppe qualifizieren sich für die EuroBasket 2011.

#### Gruppe A
| Platz | Team       | Spiele | Siege | Niederl. | Punkte  | Körbe | Diff | qualifiziert für              |
| ----- | ---------- | ------ | ----- | -------- | ------- | ----- | ---- | ----------------------------- |
| 1     | Montenegro | 8      | 6     | 2        | 645:561 | +84   | 14   | Finalturnier                  |
| 2     | Israel     | 8      | 5     | 3        | 671:603 | +68   | 13   | Finalturnier                  |
| 3     | Italien    | 8      | 5     | 3        | 630:615 | +15   | 13   | Finalturnier nach Aufstockung |
| 4     | Lettland   | 8      | 3     | 5        | 636:722 | −86   | 11   | Finalturnier nach Aufstockung |
| 5     | Finnland   | 8      | 1     | 7        | 599:680 | −81   | 09   | Zweite Qualifikationsrunde    |

#### Gruppe B
| Platz | Team                    | Spiele | Siege | Niederl. | Punkte  | Körbe | Diff | qualifiziert für              |
| ----- | ----------------------- | ------ | ----- | -------- | ------- | ----- | ---- | ----------------------------- |
| 1     | Großbritannien          | 8      | 6     | 2        | 651:633 | +18   | 14   | Finalturnier                  |
| 2     | Mazedonien              | 8      | 5     | 3        | 614:541 | +73   | 13   | Finalturnier                  |
| 3     | Ukraine                 | 8      | 3     | 5        | 582:607 | −25   | 11   | Finalturnier nach Aufstockung |
| 4     | Bosnien und Herzegowina | 8      | 3     | 5        | 602:620 | −18   | 11   | Finalturnier nach Aufstockung |
| 5     | Ungarn                  | 8      | 3     | 5        | 567:615 | −48   | 11   | Zweite Qualifikationsrunde    |

#### Gruppe C
| Platz | Team      | Spiele | Siege | Niederl. | Punkte  | Körbe | Diff | qualifiziert für              |
| ----- | --------- | ------ | ----- | -------- | ------- | ----- | ---- | ----------------------------- |
| 1     | Belgien   | 8      | 6     | 2        | 604:580 | 0+24  | 14   | Finalturnier                  |
| 2     | Georgien  | 8      | 5     | 3        | 599:568 | 0+31  | 13   | Finalturnier nach Aufstockung |
| 3     | Bulgarien | 8      | 4     | 4        | 638:600 | 0+38  | 12   | Finalturnier nach Aufstockung |
| 4     | Polen     | 8      | 4     | 4        | 607:579 | 0+28  | 12   | Finalturnier nach Aufstockung |
| 5     | Portugal  | 8      | 1     | 7        | 518:639 | −121  | 9    | Zweite Qualifikationsrunde    |

### Zweite Qualifikationsrunde (Additional Qualifying Round)
Die drei Gruppenletzten bestritten im August 2011 eine Zweite Qualifikationsrunde (Additional Qualifying Round), in der die letzten beiden Starter ermittelt wurden.
| Platz | Team     | Spiele | Siege | Niederl. | Punkte  | Körbe | Diff | qualifiziert für |
| ----- | -------- | ------ | ----- | -------- | ------- | ----- | ---- | ---------------- |
| 1     | Finnland | 4      | 4     | 0        | 316:272 | +44   | 8    | Finalturnier     |
| 2     | Portugal | 4      | 2     | 2        | 271:277 | 0−6   | 6    | Finalturnier     |
| 3     | Ungarn   | 4      | 0     | 4        | 261:299 | −38   | 4    |                  |

## Abstiegsrunde (Relegation Tournament)
Da die Unterteilung in Division A und B nicht fortgeführt wurde, entfiel die ursprünglich vorgesehene Abstiegsrunde.

## Division B
In der Division B wurden nur die Vorrundengruppen ausgetragen. Da die Divisionsunterteilung nicht fortgeführt wurde, entfiel die ursprünglich vorgesehene Aufstiegsrunde.